# Oblast Semiretsje
De oblast Semiretsje (Russisch: Семиреченская область, Semiretsjenskaja oblast) was een oblast van het keizerrijk Rusland. Het gouvernement bestond van 1867 tot 1920. 
De oblast ontstond na de Russische verovering van Centraal-Azië uit het kanaat Kokand en ging op in het gouvernement Dzjetysoej. De oblast ontstond op 23 juni 1867. Op 12 april 1891 werd het gebied onderdeel van het generaal-gouvernement Steppen. Op 13 juni werd de Regerende Senaat opgericht. Op 7 januari 1898 werd de oblast onderdeel van het generaal-gouvernement Turkestan. Het grensde aan de oblast Semipalatinsk, China, de oblast Fergana, de oblast Syr Darja en de oblast Akmolinsk. Het gebied was vernoemd naar de Russische naam van het Zevenstromenland. De hoofdstad was Verny.